# .ga
.ga је највиши Интернет домен државних кодова (ccTLD) за Габон.